# G.723
G.723是1996年ITU制定的語音編碼，是雙速率語音編碼，有5.3kbps和6.3kbps兩種模式，分別採用代數碼激勵線性預測（ACELP）和多脈衝最大似能量化（MP-MLQ）。目前G.723是H.323的功能之一。

## 外部連結
- ITU-T page of G.723（页面存档备份，存于）

1. ↑  .   [2021-05-10]. 原始内容存档于2016-10-26.